# Floridsdorf

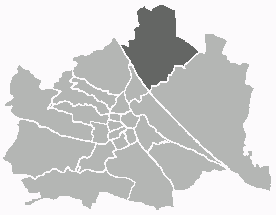
Poloha Floridsdorfu na mapě Vídně

Floridsdorf ( [ˈflɔːʀɪʦˌdɔʁf]) je 21. vídeňský obvod. Nachází se na severu města a má rozlohu 44,52 km2. K 1. lednu 2024 zde žilo celkem 186 233 obyvatel.
K připojení samostatného Floridsdorfu k Vídni došlo 12. prosince 1904. Oficiální zveřejnění pak proběhlo 10. ledna 1905. Nový 21. městský okres zahrnoval Floridsdorf s dalšími osmi nezávislými obcemi Jedlesee, Großjedlersdorf, Donaufeld, Leopoldau, Kagran, Hirschstetten, Stadlau a Aspern.

## Poloha

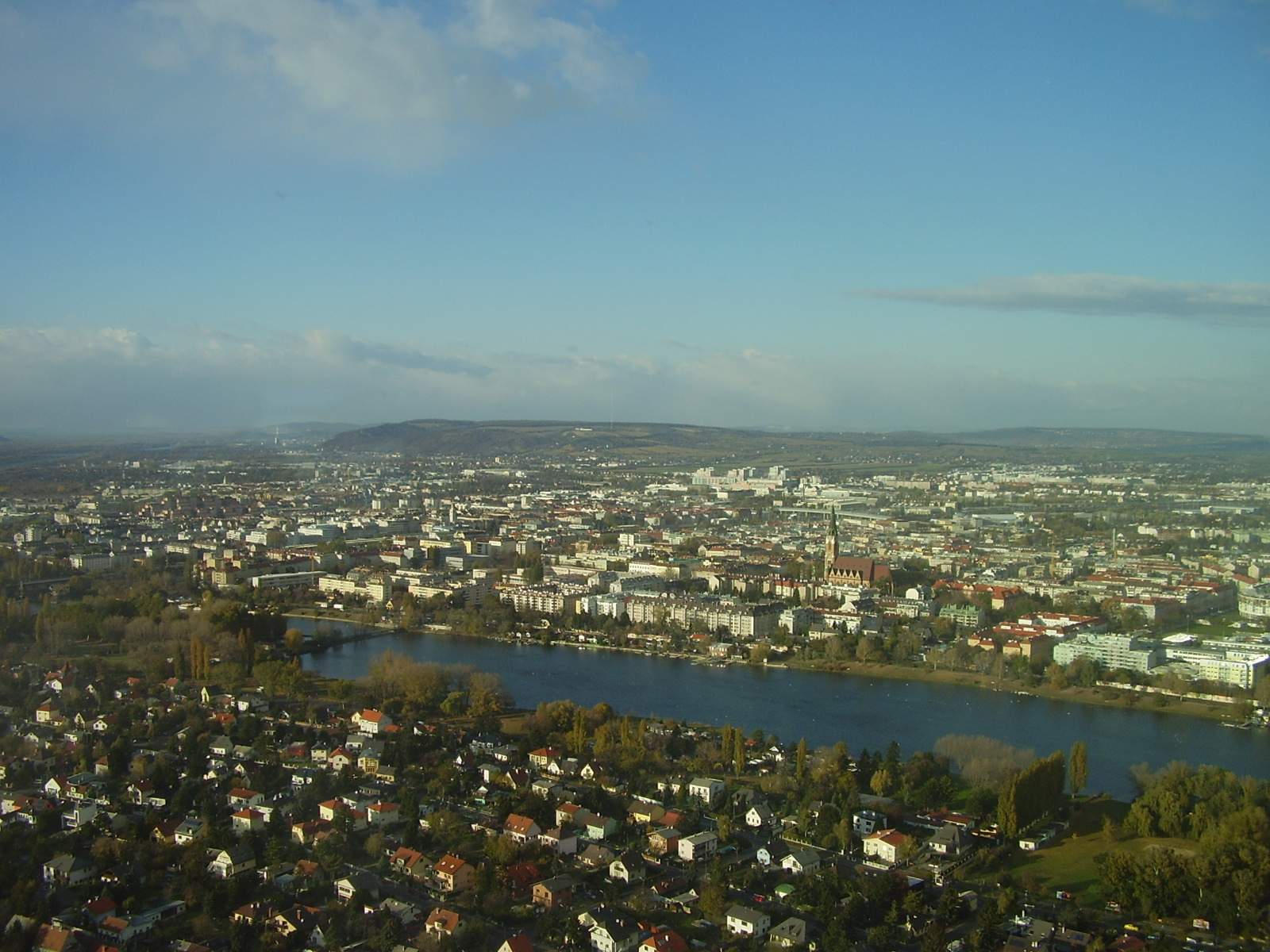
Pohled na Floridsdorf z věže Donauturm

Obvod Floridsdorf tvoří sedm dříve nezávislých obcí plus části dvou dalších. Vlastní Floridsdorf je ze všech čtvrtí obvodu nejmenší. Naopak největší z nich je Stammersdorf na severu obvodu. Sousedí se Strebersdorfem a Großjedlersdorfem, který sestává ze dvou katastrálních obcí – Großjedlersdorf I a II. Na východě, na hranici s 22. obvodem, se rozkládají části Leopoldau a Donaufeld. Jedlesee ležící na západě tvoří části Jedlesee a Schwarze Lackenau. Obvod Floridsdorf obsahuje ještě menší části čtvrtí Kagran a Kaisermühlen, jejichž převážné části spadají do obvodu Donaustadt.

## Historie

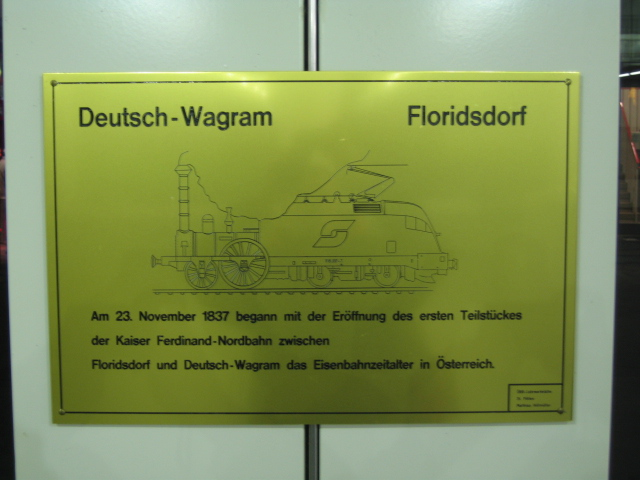
Pamětní deska ve stanici Floridsdorf připomínající otevření úseku Floridsdorf – Deutsch-Wagram

První obyvatelé žili ve zdejší oblasti již v mladší době kamenné (4000– 2000 př. n. l.) Jak potvrzují archeologické nálezy kamenných nástrojů z té doby, první lidé, kteří se zde usadili, byli lovci a sběrači.
Někdy kolem roku 500 př. n. l. přišli do oblasti dnešního Floridsdorfu Keltové. Byli však posléze vytlačeni Římany. Zdejší oblast byla dlouho nárazníkovým pásmem mezi Germánií a římským impériem, kde se odehrávaly opakované střety mezi římskými legiemi a Germány.
Římany vystřídali Langobardi, Avaři a Slované. Avary posléze porazil Karel Veliký. Kolem roku 1000 ovládli toto území Babenberkové. Z doby jejich vlády pochází také první písemná zmínka o floridsdorfské obci Jedlesee, nazývané tehdy Outcinesse.
Přes Dunaj se dalo dlouho dostat pouze přívozem. První dřevěný most (Táborský) byl postaven až v roce 1500 v místech dnešní Floridsdorfské hlavní ulice (Floridsdorfer Hauptstraße). Další most zvaný Kuhbrückl překonával malé rameno Dunaje. V místech, kde se hlavní cesta rozdělovala na směry do Čech a na Moravu (dnešní ulice Pražská a Brněnská, Prager Straße a Brünner Straße), vzniklo nové osídlení – jádro pozdějšího Floridsdorfu.
Ten se díky své poloze zpočátku nazýval Am Spitz (Na Špici). Později připadl klášteru v Klosterneuburgu. V roce 1786 převedl opat kláštera Floridus Leeb rodinám nových osadníků do vlastnictví 26 pozemků a rychle vzkvétající osada byla na jeho počest přejmenována na Floridsdorf (Floridovu Ves). Díky industrializaci se původně výhradně zemědělský Floridsdorf v krátkém čase změnil. 28. května 1894 došlo k jeho spojení s vesnicemi Donaufeld, Jedlesee a Neu-Jedlersdorf. Vznikla tak obec Floridsdorf.
K industrializaci Floridsdorfu přispěly značnou měrou i rozvoj parní tramvaje a Rakouské severozápadní dráhy, která byla vedena bezprostředně okolo. 23. listopadu 1837 zde došlo k otevření prvního úseku Severní dráhy císaře Ferdinanda mezi Floridsdorfem a Deutsch-Wagramem, čímž nastal rozvoj železnice v Rakouském císařství. Tuto událost dnes připomíná pamětní deska na floridsdorfském nádraží (Wien Floridsdorf).
Od poloviny 19. století se objevovaly snahy vydělit Vídeň ze svazku Dolních Rakous a učinit ji samostatným hlavním městem mocnářství. Floridsdorf byl v rámci těchto snah spatřován jako budoucí hlavní město Dolních Rakous. Po spojení obcí Donaufeld, Jedlesee a Neu-Jedlersdorf s Floridsdorfem 28. května 1894 žilo v nově vytvořené velkoobci více než 30 000 obyvatel, přičemž v roce 1885 jich zde žilo necelých 20 000.
V roce 1905, rok po připojení Floridsdorfu k Vídni, to pak už bylo 36 000. V té době už k obvodu patřily i bývalé obce Großjedlersdorf, Leopoldau, Kagran, Hirschstetten, Stadlau a Aspern. V roce 1910 k nim přibyl ještě Strebersdorf. Vzhledem k vytvoření nového obvodu Donaustadt v roce 1938 přišel Floridsdorf o Kagran, Stadlau, Hirschstetten, Aspern a Lobau
Ke konci druhé světové války došlo k bombardování florisdorfské rafinerie a letecké továrny Heinkel-Süd.
V letech 1954, 1964, 1995 a 2002 došlo k různým úpravám hranic obvodu.